# Jeffery Kelly
Jeffery W. Kelly (né le 23 août 1960 à Medina, New York) est un homme d'affaires et chimiste américain qui fait partie du corps professoral du Scripps Research Institute de La Jolla, en Californie.

## Biographie
Kelly fréquente l'Université d'État de New York à Fredonia, dont il obtient son diplôme en 1982. Il obtient son doctorat en chimie organique de l'Université de Caroline du Nord à Chapel Hill (1986) et effectue des recherches postdoctorales à l'Université Rockefeller (1986-1989).
Il est doyen des études supérieures (2000-2008) et vice-président des affaires académiques (2000-2006) et co-président de la médecine moléculaire et professeur de chimie Lita Annenberg Hazen au Skaggs Institute of Chemical Biology de l'Institut de recherche Scripps à La Jolla, en Californie. Ses recherches portent sur la compréhension du repliement, du mauvais repliement et de l’agrégation des protéines et sur le développement de stratégies chimiques et biologiques pour améliorer les maladies causées par le mauvais repliement et/ou l’agrégation des protéines.
Kelly cofonde trois sociétés de biotechnologie, FoldRx Pharmaceuticals avec Susan Lindquist en 2003, Proteostasis Therapeutics, Inc. avec Andrew Dillin et Richard Morimoto en 2010 et Misfolding Diagnostics  en 2012.
Son laboratoire commence ses travaux sur les moyens d’inhiber la formation de fibrilles de transthyrétine dans les années 1990. Le tafamidis est finalement découvert par l'équipe de Kelly à l'aide d'une stratégie de conception de médicaments basée sur la structure ; la structure est publiée pour la première fois en 2003 . En 2003, Kelly cofonde FoldRx avec Susan Lindquist du MIT et du Whitehead Institute  et FoldRx développe le tafamidis jusqu'à soumettre une demande d'autorisation de mise sur le marché en Europe début 2010. FoldRx est acquis par Pfizer plus tard cette année-là.
En 2022, il reçoit le Breakthrough Prize in Life Sciences et en 2023 le Prix Wolf de chimie.